# Hachette Book Group USA
Hachette Book Group (HBG) é uma editora que pertence à Hachette Livre, a maior companhia de publicação na França e a terceira de maior comércio e editora educacional do mundo. Hachette Livre é uma subsidiária integral do Lagardère Group. HBG foi formado quando a Hachette Livre comprou a Time Warner Book Group da Time Warner em 31 de março de 2006. Está sediada em 237 Park Avenue, Midtown Manhattan, Nova Iorque. Hachette é considerada uma das cinco maiores companhias de publicação, junto com Holtzbrinck/Macmillan, Penguin Random House, HarperCollins e Simon & Schuster. Anualmente, são publicados 800 livros para adultos, 200 para jovens e crianças, e 300 audiolivros.